# François Denys Légitime
François Denys Légitime (Jérémie, 20 novembre 1841 – Port-au-Prince, 29 luglio 1935) è stato un generale e politico haitiano, presidente di Haiti dal 1888 al 1889.

## Biografia
Légitime naque a Jérémie, Haiti, il 20 novembre 1841, figlio di Denys Légitime e Tinette Lespérance. Légitime sposò Rose-Marie Isaure Marion e ebbe nove figli: Cuvier, Edmond, Angèle, Antoinette, Denis Jr., Léon, Clemence, Marie e Agnès.
Ricoprì il ruolo di aiutante generale durante il governo di Fabre Geffrard e quello di aiutante di campo sotto la presidenza di Sylvain Salnave. Successivamente, fu nominato Ministro dell'Interno e, in seguito, Ministro dell'Agricoltura durante il governo di Lysius Salomon. Durante quest'ultima amministrazione, Légitime venne accusato di ambire alla presidenza e perciò si trasferì a Kingston, in Giamaica, dove rimase per tre anni.
Ritornò ad Haiti su invito dei suoi sostenitori e il 7 ottobre 1888 fu eletto presidente di un governo provvisorio. Il generale Seide Thelemaque contestò l'elezione, definendola fraudolenta, e cercò di farsi nominare presidente, ma fu ucciso nella battaglia che ne seguì. Légitime fu eletto Presidente di Haiti il 16 dicembre 1888, ma si dimise l'anno successivo a causa dell'opposizione del generale Florvil Hyppolite e si ritirò nuovamente in Giamaica. Nel 1896 il presidente Tiresias Simon Sam concesse un'amnistia generale, permettendo a Légitime di tornare ad Haiti. Morì a Port-au-Prince il 29 luglio 1935.

## Opere
- La nation ou la race haïtienne, 1888.[6]